# Bethesda Softworks
A Bethesda Softworks LLC é um braço de publicação norte-americano de jogos eletrônicos sediada em Rockville, Maryland, como subsidiária da Zenimax Media. 
Foi fundada em junho de 1986 por Christopher Weaver como uma divisão da Media Technology e em 1999 tornou-se uma subsidiária da ZeniMax Media. A Bethesda também foi uma desenvolvedora durante seus quinze primeiros anos e autopublicava seus títulos. Ela se desmembrou em 2001, com a equipe de desenvolvimento formando a Bethesda Game Studios, enquanto a Bethesda Softworks ficou apenas como publicadora. Ela é atualmente responsável por publicar os jogos da Bethesda Game Studios e de todas as outras subsidiárias da ZeniMax: Arkane Studios, id Software, MachineGames, Tango Gameworks e ZeniMax Online Studios.
Em 21 de setembro de 2020, a ZeniMax Media à qual pertence a Bethesda Game Studios, foi adquirida pela Microsoft no valor de US$ 7.5 bilhões.

## Jogos Publicados
Lista dos principais jogos publicados pela Bethesda Softworks.[carece de fontes?]
- Série: The Elder Scrolls (1994 - presente)
- Call of Cthulhu: Dark Corners of the Earth (2005)
- Série: Fallout (2008 - presente)
- Rage (2011)
- Brink (2011)
- Dishonored (2012)
- Série: Doom (2012 - presente)
- Série: Wolfenstein (2014 - presente)
- The Evil Within (2014)
- Dishonored 2 (2016)
- The Evil Within 2 (2017)
- Prey (2017)
- Deathloop (2021)
- Ghostwire Tokyo (2022)
- Hi-fi Rush (2023)
- Redfall (2023)
- Starfield (2023)
- Indiana Jones e o Grande Círculo (2024)
- The Eder Scrolls IV: Oblivion Remastered (2025)
- Doom: The Dark Age (2025)